# Primitivismo
Il primitivismo o anarco-primitivismo è un insieme di correnti culturali moderne che individuano la «vera dimensione dell'essere umano e della società» nell'abbandono della modernità e nel ritorno ad uno stile di vita primitivo.

## Origini
Uno dei precursori di queste teorie fu il filosofo svizzero Jean-Jacques Rousseau, che indicò, nel Discorso sulle scienze e le arti e in altre opere, lo "stato di natura" come lo stato felice dell'umanità e l'eccessiva modernizzazione della cultura e dell'uomo come l'origine delle diseguaglianze e dell'infelicità.
Una delle più famose, spesso considerata la prima delle correnti primitiviste, è rappresentata da intellettuali statunitensi come Henry David Thoreau, autore, tra l'altro, di Walden ovvero Vita nei boschi. Tale libro divenne in un certo senso la "bibbia" dei primitivisti e rimane a tutt'oggi il punto di riferimento per una categoria del pensiero anarchico detta anarchismo primitivista o anarco-primitivismo. Il pensiero di Thoreau era basato sul rifiuto generale della svolta mercantile dell'economia statunitense e la sua proposta consisteva in un ritorno generalizzato ad una vita semplice ed austera, che rifiutasse tutto il progresso considerato superfluo. Più tardi, Thoreau scrisse Disobbedienza civile, libro al quale lo stesso Gandhi ammetteva di essersi ispirato, completando il panorama ideologico del primitivismo: pacifismo, rifiuto della modernità, vita austera e vicina alla natura.

## Sviluppi recenti
Uno dei più noti pensatori primitivisti è John Zerzan, che, con i suoi scritti, ha fortemente influenzato il pensiero e l'anarchismo primitivisti degli ultimi anni. Egli auspica un ritorno ad uno stato preagricolo e nomade o seminomade, individuando appunto nell'agricoltura e nell'allevamento (oltre che nel rituale e nella cultura simbolica) le cause storiche della divisione del lavoro, della gerarchia, delle guerre, della schiavitù e dell'alienazione. È del resto accettato da alcuni antropologi che le società dei cacciatori-raccoglitori siano egualitarie, prive di ruoli sociali rigidi, e che i loro membri godano di molto tempo libero che usano giocando ed oziando. 
John Zerzan auspica che in un vicino futuro le città divengano musei di un'epoca passata che non deve tornare.

## Arte del XX secolo
Piero Raffa nel suo libro Avanguardia e realismo ricorda «il ruolo che il gusto del primitivo ha giocato nella rivoluzione avvenuta in tutte le arti» del XX secolo. Specificando ulteriormente continua scrivendo che è nel primitivo che «gli artisti hanno cercato soprattutto un modello formale che permettesse loro di elaborare la stilizzazione, con la quale intendevano rinnovare i linguaggi artistici».